# Oberhausen (Bergisch Gladbach)
Oberhausen ist ein Ortsteil im Stadtteil Bockenberg der Stadt Bergisch Gladbach  im Rheinisch-Bergischen Kreis.

## Lage und Beschreibung
Oberhausen liegt an der B 55 und bildet mit den umgebenden Ortsteilen einen geschlossenen Siedlungsbereich, so dass es nicht mehr eigenständig wahrgenommen wird.

## Geschichte
Oberhausen war Titularort der bergischen Honschaft Oberhausen, bis diese mit der Honschaft Altenbrück zur Honschaft Bensberg zugeschlagen wurde. Der Ort ist auf der Topographischen Aufnahme der Rheinlande von 1824 und auf der Preußischen Uraufnahme von 1840 verzeichnet. Ab der Preußischen Neuaufnahme von 1892 ist er auf Messtischblättern regelmäßig als Oberhausen oder ohne Namen verzeichnet.
Aufgrund des Köln-Gesetzes wurde die Stadt Bensberg mit Wirkung zum 1. Januar 1975 mit Bergisch Gladbach zur Stadt Bergisch Gladbach zusammengeschlossen. Dabei wurde auch Oberhausen Teil von Bergisch Gladbach.
| Jahr | Einwohner | Wohn- gebäude | Kategorie   |
| ---- | --------- | ------------- | ----------- |
| 1830 | 9         |               | Bauerngut   |
| 1845 | 11        | 2             | Wirtshäuser |
| 1871 | 58        | 10            | Hofstelle   |
| 1885 | 64        | 11            | Wohnplatz   |
| 1895 | 65        | 10            | Wohnplatz   |
| 1905 | 8         | 1             | Wohnplatz   |